# Efrem Forni
Efrem Kardinal Forni (* 10. Januar 1889 in Mailand, Italien; † 26. Februar 1976 in Rom) war ein vatikanischer Diplomat und Kardinal der römisch-katholischen Kirche.

## Leben
Efrem Forni studierte in Mailand und Rom die Fächer Philosophie und Katholische Theologie. Er empfing am 6. Juli 1913 das Sakrament der Priesterweihe und arbeitete anschließend als Seelsorger und Dozent am Erzbischöflichen Kolleg von Cantù sowie am Kolleg von Mailand. Von 1921 bis 1926 war Efrem Forni Sekretär der Apostolischen Nuntiatur in Portugal, von 1928 bis 1937 stand er in Diensten der Apostolischen Nuntiatur in Frankreich. Papst Pius XI. ernannte ihn am 26. November 1937 zum Titularerzbischof von Darnis und zum Apostolischen Nuntius in Ecuador. Die Bischofsweihe empfing er durch Kardinal Eugenio Pacelli, den späteren Papst Pius XII.; Mitkonsekratoren waren Albert Levame, Titularerzbischof von Chersonesus in Zechia und Nuntius in Honduras, El Salvador und Guatemala, sowie Luigi Traglia, Titularerzbischof von Caesarea in Palaestina und Vizegerent für das Bistum Rom. Papst Pius XII. übertrug ihm 1953 die Leitung der Apostolischen Nuntiatur in Belgien mit Zuständigkeit auch für das Großherzogtum Luxemburg.
Papst Johannes XXIII. nahm Efrem Forni am 19. März 1962 als Kardinalpriester mit der Titelkirche Santa Croce in Gerusalemme in das Kardinalskollegium auf. Efrem Forni nahm in den Jahren 1962 bis 1965 an allen Sitzungsperioden des Zweiten Vatikanischen Konzils sowie am Konklave des Jahres 1963 teil.
Efrem Forni starb am 26. Februar 1976 in Rom und wurde in der Gruft seiner Familie in Mailand beigesetzt.